# Frédéric Mainguenaud
Frédéric Mainguenaud [uitspraak: 'fʁeːdeːʁik mɛŋɡə'noː] (Niort, 10 juli 1975) is een voormalig Frans wielrenner. Na zijn wielercarrière werd hij ploegleider bij onder andere Agritubel.

## Overwinningen
1999
- Bordeaux-Saintes

2004
- Prix des Flandres Françaises

2005
- Cyclocross van Eymouthiers

## Grote rondes
| Jaar | Ronde van Italië | Ronde van Frankrijk | Ronde van Spanje |
| ---- | ---------------- | ------------------- | ---------------- |
| 2001 | opgave           |                     |                  |